# Двигатель Nissan TD
Nissan TD — дизельный двигатель внутреннего сгорания, который разрабатывался компанией Nissan Diesel Industry (ныне UD Trucks) с конца 1980-х по начало 2000-х годов.

## Варианты

### TD23
- Объём: 2,3 л (2289 см3)[1][2]
- Мощность: 56 кВт (76 л. с.) при 4300 об/мин[3]
- Крутящий момент: 151 Н・м при 2200 об/мин[4]

### TD25
- Объём: 2,5 л (2488 см3)[5][6]
- Мощность: 56 кВт (76 л. с.) при 4300 об/мин[7]
- Крутящий момент: 166 Н・м при 2200 об/мин[8]

### TD27
- Объём: 2,7 л (2663 см3)[9][10][11]
- Мощность: 63 кВт (85 л. с.) при 4300 об/мин[9][12][13]
- Крутящий момент: 166—177 Н・м при 2200 об/мин[14][15]

#### TD27T
- Мощность: 74—85 кВт (100—115 л. с.) при 4000 об/мин
- Крутящий момент: 216—243 Н・м при 2200 об/мин

#### TD27Ti
- Мощность: 81 кВт (110 л. с.) при 4000 об/мин
- Крутящий момент: 242 Н・м при 2400 об/мин

#### TD27ETi
- Мощность: 96 кВт (130 л. с.) при 4000 об/мин
- Крутящий момент: 278 Н・м при 2000 об/мин

### TD42
- Объём: 4,2 л (4169 см3)[16][17][18]
- Мощность: 99 кВт (135 л. с.) при 4000 об/мин[19][20][21]
- Крутящий момент: 330—350 Н・м при 2000 об/мин[22][23]

## Устанавливался на
- Datsun Truck
- Nissan Atlas
- Nissan Terrano
- Nissan Pathfinder
- Nissan Caravan/Homie
- Nissan Mistral
- Nissan Patrol
- Лондонское такси (LTI TX1)
- Isuzu Journey
- Nissan Civilian